# Sang périphérique
Le sang périphérique est le sang situé hors des organes qui synthétisent le sang, c'est-à-dire hors de la moelle osseuse. 
Régénéré en permanence, artériel et veineux, ce sang périphérique joue un rôle essentiel dans l'organisme ; positivement en transportant des nutriments, de l'oxygène et des déchets métaboliques, des hormones et les molécules du système immunitaire vers les tissus.. et parfois négativement en véhiculant des cellules cancéreuses métastasiques, des microbes et certains parasites. 

## Utilisations
C'est le sang qui fait l'objet d'analyses de sang et de frottis sanguins. Il est aussi utilisé pour de nombreuses études in vitro. On peut y rechercher de nombreux biomarqueurs.
Il est utilisé pour les transfusions et notamment source de sérum et de cellules particulières, dont :
- des globules rouges ;
- des cellules souches du sang périphérique (CSSP) ;
- des PBMC ou cellules mononucléées du sang périphérique que l'on isole généralement par centrifugation de densité, et qui peuvent notamment quand elles proviennent de donneur sain servir de support pour la multiplication de certains virus[1].

## Pathologies
Il existe des pathologies du sang périphérique qui sont par exemple des parasitoses (ex : malaria). 
Il peut être dégradé par des polluants ou des toxines naturelles (ex : métaux lourds, métalloïdes, pesticides... qui par exemple interagissent négativement avec le transport de l'oxygène et/ou sont source de stress oxydatif), ou par des maladies de la moelle (ex : Leucémie lymphoïde chronique) et concerné par des maladies vasculaires (Voir l'article Maladie vasculaire périphérique).
Il est impliqué dans l'hyperémie ou les cyanoses.